# Jan Linders
Johannes Jacobus (Jan) Linders (Gennep, 19 februari 1930 – Boxmeer, 6 augustus 2004) was een Nederlands zakenman, en de grondlegger van de gelijknamige supermarktketen. Jarenlang was hij wethouder in Gennep.
Jan Linders, getrouwd met Cato Ponjee, begon net na de Tweede Wereldoorlog als melkboer in de omgeving van Gennep. Met een kar en een pony ging Linders huis-aan-huis. In 1958 opende hij de zelfbedieningszaak Klimop in Gennep. Toen in 1961 in het naburige, 20 kilometer verderop gelegen Nijmegen de supermarkt Dirk van den Broek werd geopend, nam Linders de gok en opende op 18 december 1963 in Gennep een supermarkt van ruim 300 m². Supermarkten hadden te maken met een aantal beperkingen, omdat beroepen als slager en bakker beschermd waren. Door half-afgescheiden ruimtes te maken waar de deuren waren weggelaten kon de beperking omzeild worden en konden zodoende vlees en brood toch verkocht worden. De winkel werd een succes. In 1972 opende Linders, na zijn aftreden als wethouder, een tweede filiaal in Venray. In 1974 volgden Venlo en Grubbenvorst. 'Jan Linders' groeide uit tot een keten van supermarkten in het zuidoosten van Nederland. In 2016 telde Jan Linders Supermarkten 60 supermarkten.
Linders was sinds 1966 met een lokale partij actief in de Gennepse gemeenteraad. Ook was hij geruime tijd wethouder. In 1989 werd hij gedecoreerd tot Ridder in de Orde van Oranje Nassau. In 1968 was Linders als prins Jan IV prins carnaval van de Gennepse carnavalsvereniging 't Bombakkes.
Op 13 oktober 2006 is Jan Linders uitgeroepen tot Grootste Limburger aller tijden door het tv-station L1. Deze uitverkiezing was niet geheel onomstreden, doordat winkelbezoekers werden opgeroepen te stemmen voor Jan Linders. Openbaarvervoerbedrijf Veolia vernoemde een van zijn Velios-treinen naar hem.
- International Standard Name Identifier: 0000 0004 2309 7204
- Nederlandse Thesaurus van Auteursnamen: 356600033
- Virtual International Authority File: 305810171
- WorldCat: E39PBJd3HcdXbQGPpvbwby3mh3